# Rebsorte

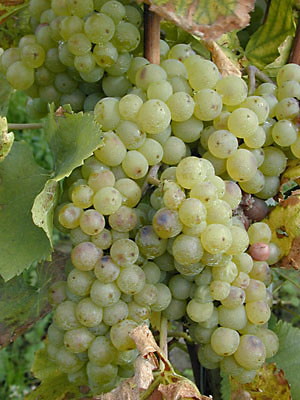
Trauben der Weißweinsorte Gutedel (Chasselas)

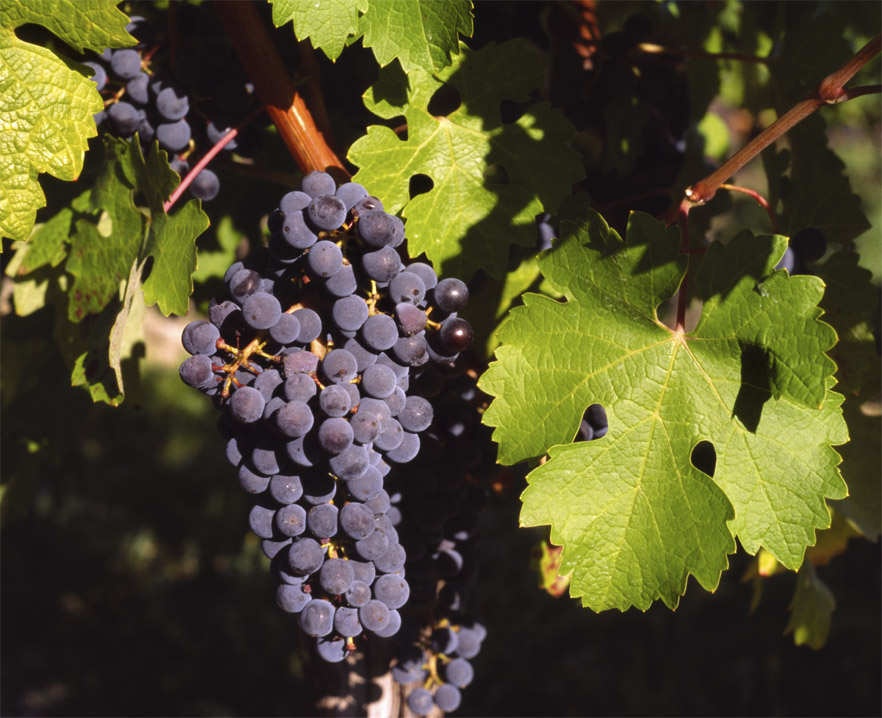
Traube der Rotweinsorte Cabernet Sauvignon

Die Pflanzenart, aus deren Früchten Wein gewonnen wird, ist die Edle Weinrebe (Vitis vinifera). Wie die meisten Kulturpflanzen liegt sie in unterschiedlichen Sorten vor, die im Weinbau als Rebsorten bezeichnet werden. Geschmack, Struktur und weitere Eigenschaften eines Weines wie Haltbarkeit und Entwicklungspotenzial hängen von der Rebsorte ab, sie werden aber auch durch die Lage (Bodeneigenschaften und Klima), das Wetter und durch den Ausbau des Winzers beeinflusst.
Die Rebsortenkunde wird auch Ampelographie genannt. Sie musste sich früher auf die detaillierte Beschreibung der einzelnen Sorten beschränken. Traditionelle Beschreibungsmerkmale sind die Triebspitze (Form, Behaarung), das Jungblatt, das erwachsene Blatt (Blattspreite, Stielbucht, Zähnung des Blattrands etc.), Traubengröße und -form, Beerengröße und -form sowie die Beerenfarbe. Heute beschäftigen sich die Ampelographen auch mit der Klärung der Verwandtschaftsbeziehungen von Rebsorten anhand von DNA-Analysen.
Seit etwa 5000 v. Chr. sind durch Züchtung aus wilden Reben 8.000 bis 10.000 Rebsorten entstanden. Von diesen sind etwa 2.500 in den unterschiedlichen Ländern für die Weinproduktion zugelassen. Viele werden heute eher selten angebaut, und nur einige hundert Rebsorten sind von Bedeutung, noch weniger von überregionaler Bedeutung.
Die einzelnen Rebsorten sind in einer eigenen Liste von Rebsorten erfasst.

## Einteilung

### Einteilung nach Verwendungszweck
Bei den Trauben wird unterschieden zwischen Kelter- und Tafeltrauben sowie Trauben zur Rosinenherstellung. Daneben gibt es noch Ziertrauben, die nicht zum menschlichen Verzehr geeignet sind.
Für die Weinbereitung unterscheidet man zwischen Rotwein- und Weißweinsorten. Jede Traubensorte besitzt charakteristische Aromen. Deshalb haben zwei Weine, auch wenn sie an tausenden von Kilometern voneinander entfernten Orten entstanden sind, sehr viel gemeinsam, sofern sie aus derselben Traube hergestellt wurden. Nicht alle Weine beruhen aber nur auf einer Traubensorte, roter Bordeaux beispielsweise stellt meist einen Verschnitt aus mindestens drei dar. Zudem wird aus roten Trauben nicht notwendigerweise nur Rotwein hergestellt, sondern auch Weißwein, nämlich der Blanc de Noirs. Bei vielen roten Traubensorten ist nämlich nicht das Fruchtfleisch rot, sondern die rote Farbe steckt nur in der Schale. Auch Roséwein stammt von roten Trauben.

### Einteilung nach Reifezeitpunkt
Ob eine Rebsorte für einen gewissen Standort geeignet ist, hängt im Wesentlichen vom Reifezeitpunkt ab. Aus heutiger Sicht ist der Reifezeitpunkt durch ein optimales Verhältnis von Zucker zu Säure gekennzeichnet. Jeder Rebsorte kann man eine Mindestdauer zwischen Blüte und Reife zuordnen. Bei frühreifenden Sorten ist diese Zeit verhältnismäßig gering, bei spätreifenden Sorten ungleich länger. In nördlich gelegenen Anbaugebieten kommen frühreifende Sorten zum Einsatz. Diese Sorten würden in südlichen Anbaugegenden jedoch gänzlich unharmonisch geraten, da zwar der Zuckergehalt durch ausreichenden Sonnenschein hoch genug ist, andere Inhaltsstoffe, die über das Wurzelwerk aufgenommen werden, nicht in genügendem Maß angereichert werden können. Hier kommen spätreifende Sorten zum Einsatz.
Da die Begriffe frühreifend und spätreifend in den Anbaugebieten uneinheitlich gehandhabt wurden, legte Ende des 19. Jahrhunderts der Franzose Victor Pulliat eine einheitliche Klassifizierung vor. Als Referenzrebsorte nahm er den sehr früh reifenden Gutedel und verglich andere Rebsorten mit dieser Sorte. Als Gradmesser wurde das Mostgewicht eingeführt. Als Basis dienten Rebsortensammlungen, wie sie an wichtigen wissenschaftlichen Instituten angelegt wurden. Pulliat wählte eine Skala mit fünf Kategorien:
- Die frühreifenden Sorten (frz.: cépages précoces) reifen vor dem Gutedel.
- Die Sorten der ersten Reifeperiode (frz.: cépages de première époque) reifen fast zeitgleich mit dem Gutedel, spätestens jedoch 10 bis 12 Tage danach. Hierzu zählen Rebsorten wie Chardonnay, Grauburgunder, Spätburgunder und Gamay
- Die Sorten der zweiten Reifeperiode (frz.: cépages de deuxième époque) reifen mindestens etwa 2 Wochen, spätestens jedoch 20 bis 22 Tage danach. Hierzu zählen Rebsorten wie Chenin, Sauvignon, Sémillon, Riesling, Syrah, Cabernet Franc sowie der Merlot.
- Die Sorten der dritten Reifeperiode (frz.: cépages de troisième époque) reifen mindestens etwa 3 Wochen, spätestens jedoch 30 bis 35 Tage danach. Hierzu zählen Rebsorten wie Grenache und Cabernet Sauvignon.
- Die Sorten der vierten Reifeperiode (frz.: cépages de quatrième époque) reifen mindestens etwa 4 Wochen nach dem Gutedel.

Jede einzelne Periode kann manchmal noch in drei geteilt werden. In diesem Fall spricht man beispielsweise bei der ersten Reifeperiode von der frühen, der mittleren oder aber der späten ersten Reifeperiode. Da jede einzelne Reifeperiode etwa eine Woche lang ist, lassen sich auf diese Weise die Sorten in Schritten von 2 bis 3 Tagen einklassieren.
Neuere Bewertungsmodelle wurden von den Amerikanern Winkler und Amerine von der University of California in Davis vorgelegt. Sie betrachteten die Wärmesumme verschiedener Anbaugebiete und verbanden Mindestwärmesummen mit der Anbaumöglichkeit gewisser Rebsorten. Unter der Wärmesumme gemäß Winkler versteht man die Summe der Tagesmitteltemperaturen über 10 °C.

### Einteilung nach Resistenz
Alle traditionellen europäischen Rebsorten besitzen keine Resistenzeigenschaften gegen die Mitte des 19. Jahrhunderts vom nordamerikanischen Kontinent eingeschleppten weinbaulichen Hauptschaderreger Echter Mehltau und Falscher Mehltau. Seitdem benötigt der Weinbau große Mengen an Pflanzenschutzmitteln (Fungiziden) um gesundes Lesegut zu erzeugen.
Inzwischen hat die Rebenzüchtung neue Sorten entwickelt und auf den Markt gebracht, die mit traditionellen Sorten vergleichbare hohe Weinqualitäten liefern und dabei Resistenzen gegen die beiden Mehltaupilze aufweisen. Dadurch kann die Anzahl der benötigten Spritzungen stark reduziert werden und je nach Rebsorte, Lage und Witterungsbedingungen sind Einsparungen von bis zu 80 % an Fungiziden möglich. Der Anbau neuer Rebsorten ermöglicht damit eine nachhaltige Weinproduktion unabhängig von der Produktionsmethode. Viele der in den neuen Sorten verfügbaren Resistenzeigenschaften können einen Befall nicht vollständig verhindern, weshalb diese auch häufig als robuste oder pilzwiderstandsfähige Sorten (kurz „PIWI“) bezeichnet werden. Daher ist auch bei den robusten Sorten der Einsatz von Pflanzenschutzmaßnahmen, wenn auch in stark reduzierter Form, unerlässlich. Diese unterstützen die vorhandenen Resistenzmechanismen in der Schädlingsabwehr, verhindern die Entstehung und Ausbreitung resistenzbrechender Krankheitserreger und sichern ein gesundes Lesegut. Zudem unterbinden sie Infektionen weiterer pilzlicher Erreger, wie Schwarzfäule, Roter Brenner oder Phomopsis viticola. Bei einigen PIWI Sorten der neuesten Generation liegen bereits erste Kombinationen von Resistenzmechanismen vor (zum Beispiel bei Calardis Blanc oder Sauvignac mit je zwei Resistenzen gegen Falschen Mehltau) oder zusätzlich Resistenzen gegen weitere Erreger (zum Beispiel gegen Schwarzfäule bei Calardis Blanc oder Felicia).
Insbesondere im ökologischen Weinbau bieten die neuen Sorten eine gute Möglichkeit, um die Aufwandsmengen kupferhaltiger Zubereitungen (vergleiche Bordeauxbrühe) gegen den Falschen Mehltau zu verringern und damit den Eintrag des ökotoxischen Schwermetalls Kupfer in den Weinberg und dessen Anreicherung im Boden zu reduzieren.
Die Rotweinsorte Regent ist die PIWI Sorte mit der größten Anbaufläche in Deutschland. In Deutschland wurden 2021 nur knapp 3 % der bestockten Rebflächen mit PIWIs bepflanzt.
| Zugelassene weiße pilzwiderstandsfähige Rebsorten (19; Stand 2021) | Zugelassene weiße pilzwiderstandsfähige Rebsorten (19; Stand 2021) | Zugelassene weiße pilzwiderstandsfähige Rebsorten (19; Stand 2021) | Zugelassene weiße pilzwiderstandsfähige Rebsorten (19; Stand 2021) |
| ------------------------------------------------------------------ | ------------------------------------------------------------------ | ------------------------------------------------------------------ | ------------------------------------------------------------------ |
| - Bronner - Cabernet Blanc - Calardis Blanc - Felicia - Helios     | - Hibernal - Johanniter - Merzling - Muscaris - Orion              | - Phoenix - Prinzipal - Saphira - Sauvitage - Sirius               | - Solaris - Souvignier gris - Staufer - Villaris                   |

| Zugelassene rote pilzwiderstandsfähige Rebsorten (17; Stand 2021) | Zugelassene rote pilzwiderstandsfähige Rebsorten (17; Stand 2021)          | Zugelassene rote pilzwiderstandsfähige Rebsorten (17; Stand 2021) | Zugelassene rote pilzwiderstandsfähige Rebsorten (17; Stand 2021) |
| ----------------------------------------------------------------- | -------------------------------------------------------------------------- | ----------------------------------------------------------------- | ----------------------------------------------------------------- |
| - Accent - Allegro - Baron - Bolero - Cabernet Cantor             | - Cabernet Carbon - Cabernet Carol - Cabernet Cortis - Cabertin - Calandro | - Pinotin - Piroso - Prior - Reberger - Regent                    | - Rondo                                                           |

### Einteilung nach Verwandtschaft
Seit die DNA-Analyse möglich ist, können Rebsorten auch nach ihrer genetischen Verwandtschaft gruppiert werden.

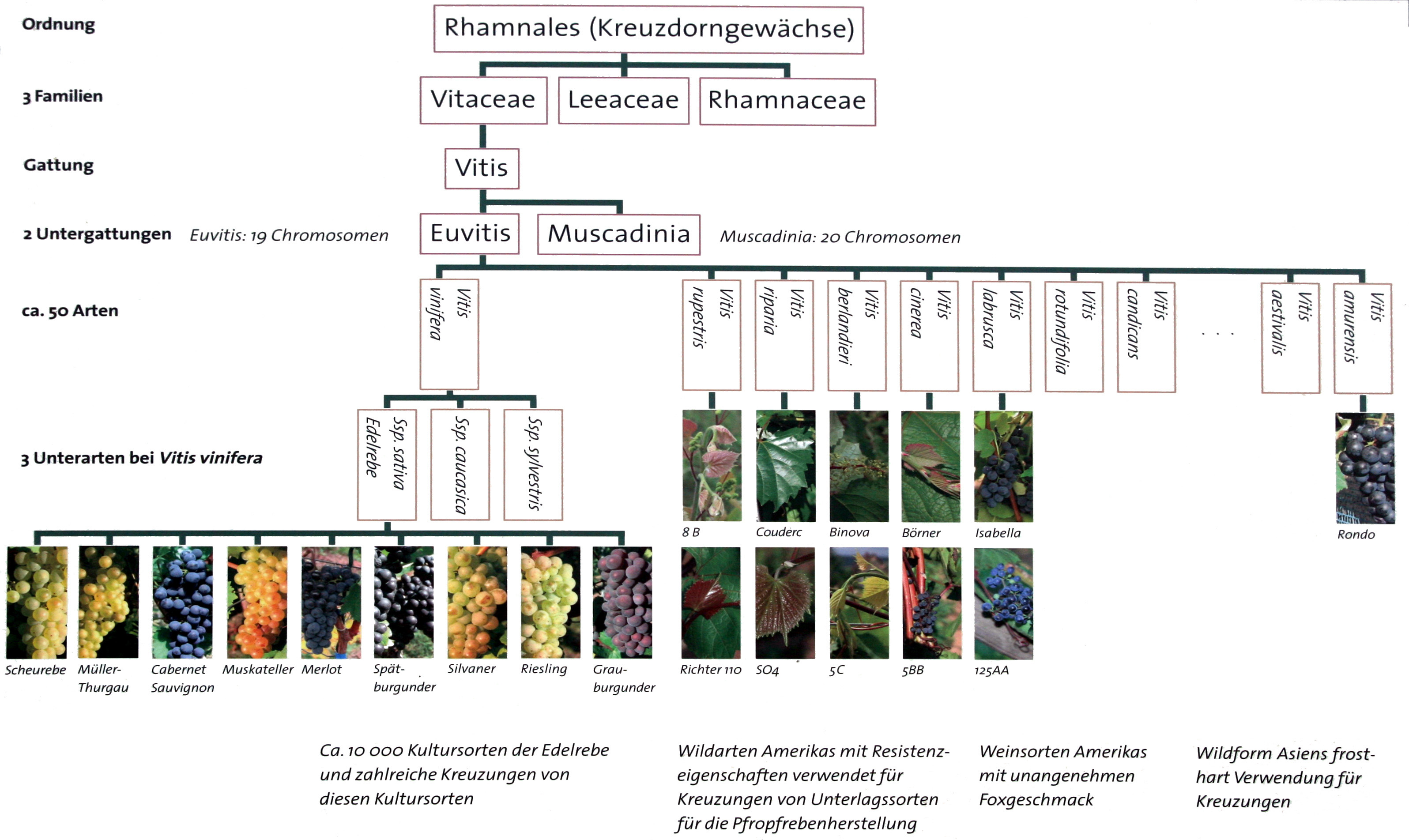
Stammbaum der Weinreben

## Rebsortenspiegel
Ein Rebsortenspiegel ist die Auflistung aller kultivierten Rebsorten eines Weinbaulandes, eines Weinbaugebiets oder eines Weinguts, wobei meist auch die Rebflächen für die einzelnen Sorten angegeben werden.

### Rangliste Weinreben (Stand: 2016)
Die nachfolgende Rangliste bezieht sich auf den weltweiten Weinbau. Die weltweite Weinbaufläche betrug 2016 etwa 4,5 Millionen ha, das entspricht 45.000 km². Auf Europa entfallen davon etwa 3,3 Millionen ha (33.000 km²).
Es ist schwer, eine Rangliste der meistkultivierten Rebsorten zu erstellen. Die Zahlen beruhen auf Statistiken aus verschiedenen Jahren und wurden mit unterschiedlichen Methoden erhoben. So werden beispielsweise manche Sorten in einigen Ländern zusammengefasst, in anderen nicht. Auch werden einzelne Sorten aufgrund von Vorlieben oder Gesetzesvorgaben gefördert oder auch zurückgenommen. Aus diesem Grund ist bei einem derartigen Vergleich Vorsicht geboten und das Erstellen einer uneingeschränkt gültigen Liste nicht möglich.
Legende
- Verw.: Verwendung als WW = Weißweinsorte, RW = Rotweinsorte. Die Zeilen der Tabelle sind entsprechend farblich unterlegt.
- Synonyme: Auswahl von Synonymen für den meistverbreiteten Namen.
- Hauptanbauländer: die Staaten mit den größten Rebflächen.
- Jahr: Jahr der Datenerfassung.

| Fläche (ha) | Rebsorte                     | Bild | Verw. | Synonyme                                                                      | Hauptanbauländer | Jahr |
| ----------- | ---------------------------- | ---- | ----- | ----------------------------------------------------------------------------- | --- | ---- |
| 440.000     | Sultana                      |      | WW    | Thompson Seedless, İzmir üzümü                                                | Türkei, USA, Iran, Griechenland, Afghanistan, Chile, Australien, Syrien, Südafrika, China, Irak, Indien, Osteuropa, Algerien | ?    |
| 308.000     | Airén                        |      | WW    | Lairén, Aidé, Valdepeñas, Manchega                                            | Spanien, Marokko | 2005 |
| 250.000     | Carignan                     |      | RW    | Cariñena, Mazuela                                                             | Frankreich, Spanien | 1999 |
| 240.000     | Grenache noir                |      | RW    | Garnacha tinta, Cannonau                                                      | Spanien, USA, Argentinien, Frankreich, Italien, Algerien, Marokko, Türkei                                                    | 1999 |
| 223.200     | Trebbiano + Variationen      |      | WW    | Ugni Blanc                                                                    | Frankreich, Italien | 1999 |
| 200.000     | Merlot                       |      | RW    | Merlot noir                                                                   | Frankreich, Italien, Schweiz, Chile                                                                                          | 2004 |
| 200.000     | Cabernet Sauvignon           |      | RW    | Bordeaux, Sauvignon Rouge                                                     | Frankreich, Italien, Chile, Schweiz                                                                                          | 2004 |
| 175.000     | Chardonnay                   |      | WW    | Arnoison, Beaunois                                                            | Frankreich, USA, Deutschland, Chile, Österreich, Ungarn                                                                      | 2000 |
| 130.000     | Syrah                        |      | RW    | Shiraz, Hermitage                                                             | Frankreich, Spanien, Schweiz, Australien, Südafrika, Chile                                                                   | 2002 |
| 125.000     | Tempranillo                  |      | RW    | Tinta Roriz, Cencibel, Aragonés, Tinta del Pais, Tinta de Toro, Ull de Llebre | Spanien, Portugal | 2005 |
| 120.000     | Regina                       |      | WW    | Regina bianca, Dattier de Beyrouth                                            | Italien, Türkei | 2000 |
| 96.000      | Sangiovese                   |      | RW    | Brunello, Nielluccio                                                          | Italien, Frankreich | 1999 |
| 92.630      | Bobal                        |      | RW    | Bobos, Espagnol                                                               | Spanien | 2000 |
| 85.000      | Monastrell + Mourvèdre       |      | RW    | Moristel, Mataro                                                              | Spanien, Frankreich | 1999 |
| 70.000      | Isabella                     |      | RW    | Frutilla, Odessa                                                              | Brasilien, Georgien | ?    |
| 60.000      | Catarratto bianco comune     |      | WW    | –                                                                             | Italien | ?    |
| 60.000      | Pinot noir                   |      | RW    | Spätburgunder, Blauer Burgunder, davon Klon: Samtrot (230 ha)                 | Frankreich, Schweiz, Deutschland, Österreich                                                                                 | 1999 |
| 60.000      | Riesling                     |      | WW    | Rheinriesling, Petit Rhin                                                     | Deutschland, Frankreich, Australien, Österreich                                                                              | 1999 |
| 54.000      | Chenin blanc                 |      | WW    | Pineau de la Loire, Steen                                                     | Südafrika, Frankreich | 1999 |
| 52.000      | País                         |      | RW    | Misión, Mission                                                               | Chile, Mexiko | 1999 |
| 51.700      | Pardillo                     |      | WW    | Cayatano, Pardilla                                                            | Spanien | 2000 |
| 50.000      | Muskat Alexandrien           |      | WW    | Muscat d’Alexandrie, Zibibbo                                                  | Marokko, Australien | 1999 |
| 47.000      | Macabeo                      |      | WW    | Maccabeu, Viura                                                               | Spanien, Frankreich | 1999 |
| 45.000      | Cinsault                     |      | RW    | Cinsaut, Otavianello                                                          | Frankreich, Italien | ?    |
| 45.000      | Muscat blanc à petits grains |      | WW    | Gelber Muskateller, Moscato bianco                                            | Frankreich, Bulgarien | 1999 |
| 45.000      | Sauvignon blanc              |      | WW    | Blanc fumé, Fumé blanc                                                        | Frankreich, Schweiz, Chile                                                                                                   | 1998 |
| 45.000      | Rivaner                      |      | WW    | Müller-Thurgau (in der Schweiz auch Riesling x Silvaner)                      | Deutschland, Österreich, Schweiz                                                                                             | 1999 |
| 44.000      | Cabernet franc               |      | RW    | Bouchet, Cabernet Frank                                                       | Frankreich, Italien | ?    |
| 40.000      | Rkatsiteli                   |      | WW    | Rkaziteli, Baiyu                                                              | Georgien, China | 1999 |
| 40.000      | Gamay                        |      | RW    | Gamay noir à jus blanc, Bourguignon noir                                      | Frankreich, Schweiz | ?    |
| 38.000      | Cereza                       |      | RW    | Cereza italiana                                                               | Argentinien | ?    |
| 35.000      | Criolla grande               |      | RW    | Criolla, Criolla Sanjuanina                                                   | Argentinien | ?    |
| 35.000      | Welschriesling               |      | WW    | Riesling italico, Olaszrizling                                                | Rumänien, Österreich, Ungarn                                                                                                 | 1999 |
| 35.000      | Palomino                     |      | WW    | Listán blanco, Perrum                                                         | Spanien, Mexiko | 1999 |
| 35.000      | Gutedel                      |      | WW    | Chasselas, Fendant, Gelber Moster, Chaslie                                    | Rumänien, Ungarn, Deutschland, Schweiz                                                                                       | 1999 |
| 34.000      | Sémillon                     |      | WW    | Green Grape, Hunter River Riesling                                            | Frankreich, Schweiz, Chile                                                                                                   | ?    |
| 30.000      | Kadarka                      |      | RW    | Blaue Ungarische, Gamza                                                       | Ungarn, Serbien | 1999 |
| 30.000      | Alicante Bouschet            |      | RW    | Alicante-Henri_Bouschet, Alicante nero                                        | Frankreich, Algerien | 1999 |
| 30.000      | Concord                      |      | RW    | Dalmadin, Furmin noir                                                         | USA, Kanada | 2000 |
| 29.600      | Colombard                    |      | WW    | French Colombard, Colombar                                                    | USA, Südafrika | 2002 |
| 28.000      | Cardinal                     |      | RW    | Apostoliatiko, Rannii Carabournu                                              | Spanien, Rumänien | 2000 |
| 25.000      | Zinfandel                    |      | RW    | Primitivo                                                                     | USA, Mexiko, Italien | 2002 |
| 23.600      | Fernão Pires                 |      | WW    | Maria Gomes, Gaeiro                                                           | Portugal, Südafrika | 1999 |
| 23.000      | Aligoté                      |      | WW    | Alligotay, Blanc de Troyes                                                    | Frankreich, Schweiz | 1999 |
| 21.000      | Pedro Ximénez                |      | WW    | PX, Pedro Jiménez                                                             | Spanien, Australien | 2000 |
| 20.500      | Pedro Giménez                |      | WW    | –                                                                             | Argentinien | 2000 |
| 20.000      | Muscat de Hambourg           |      | WW    | Muskat Hamburg, Black Hamburg                                                 | Frankreich, Griechenland | 1999 |
| 34.000      | Malbec                       |      | RW    | Pressac, Côt noir                                                             | Argentinien, Frankreich, Chile                                                                                               | 2008 |
| 17.500      | Grüner Veltliner             |      | WW    | GV, Weißgipfler                                                               | Österreich, Ungarn | 2002 |
| 17.000      | Weißburgunder                |      | WW    | Pinot blanc, Weißer Klevener                                                  | Italien, Deutschland, Österreich                                                                                             | ?    |
| 15.000      | Catarratto bianco lucido     |      | WW    | –                                                                             | Italien | ?    |
| 15.000      | Grauburgunder                |      | WW    | Pinot gris, Pinot grigio, Ruländer                                            | Deutschland, Rumänien, Italien                                                                                               | ?    |
| 15.000      | Aramon noir                  |      | RW    | Pisse-Vin, Ugni noir                                                          | Frankreich, Algerien | 1999 |
| 15.000      | Schwarzriesling              |      | RW    | Müllerrebe, Pinot Meunier                                                     | Frankreich, Deutschland | 1999 |
| 15.000      | Blauer Portugieser           |      | RW    | Portugalské Modré, Oporto Kék                                                 | Deutschland, Ungarn, Österreich                                                                                              | 1999 |
| 15.000      | Negroamaro                   |      | RW    | Negro Amaro                                                                   | Italien | 2005 |
| 13.050      | Garganega                    |      | WW    | Garganega Bianca, Garganega Biforcuta                                         | Italien | 1998 |
| 13.000      | Melon de Bourgogne           |      | WW    | Melon, Muscadet                                                               | Frankreich, USA | 1999 |
| 12.000      | Silvaner                     |      | WW    | Gamay Blanc, Fliegentraube                                                    | Deutschland, Frankreich, Österreich                                                                                          | 1999 |
| 11.400      | Nero d’Avola                 |      | RW    | Alabrese, Calabrese nero                                                      | Italien | 2005 |
| 11.300      | Mencia                       |      | RW    | Jaén du Dão, Loureiro                                                         | Spanien, Portugal | ?    |
| 10.711      | Chelva                       |      | WW    | Gabriela, Guarena, Mantuo                                                     | Spanien | 2000 |
| 10.700      | Cayetana blanca              |      | WW    | Cayetana, Calegrano                                                           | Spanien | ?    |
| 10.400      | Parellada                    |      | WW    | –                                                                             | Spanien | 2000 |
| 10.000      | Xarel·lo                     |      | WW    | Xarello, Jaén Blanco                                                          | Spanien, Portugal | 1999 |
| 8.667       | Nuragus                      |      | WW    | Abbondosa, Granazza                                                           | Italien (Sardinien) | 1999 |
| 8.000       | Gewürztraminer               |      | WW    | Traminer, Roter Traminer, Gelber Traminer                                     | Frankreich, USA, Deutschland, Italien (Südtirol), Österreich                                                                 | 1998 |
| 6.500       | Ruby Cabernet                |      | RW    |                                                                               | Argentinien, USA, Chile, Südafrika, Australien                                                                               | 2007 |
| 6.000       | Nebbiolo                     |      | RW    | Spanna, Chiavennasca                                                          | Italien | 2005 |
| 1.100       | Neuburger                    |      | WW    | –                                                                             | Österreich | 2006 |
| 1.100       | Vernatsch                    |      | RW    | Schiava, Trollinger                                                           | Italien (Südtirol), Deutschland (Württemberg)                                                                                | 2013 |

### Rangliste Rebflächen für verschiedene Verwendungen (Stand: 2015)
Eine Rebsortenerhebung des OIV im Jahr 2015 resultierte in den folgenden Angaben. Für die Sorte Kyoho wurden die Zahlen aus China auf Basis der Pressemeldungen geschätzt.
13 Sorten repräsentieren ca. 33 % des Weltweinrebenbestandes und 33 Rebsorten 50 % der Rebfläche.
|                    | Rebfläche in 1000 (ha) | Verwendung                    |
| ------------------ | ---------------------- | ----------------------------- |
| Kyoho              | 365                    | Tafeltraube                   |
| Cabernet Sauvignon | 340                    | Wein                          |
| Sultanina          | 300                    | Tafeltraube, Rosinen und Wein |
| Merlot             | 266                    | Wein                          |
| Tempranillo        | 231                    | Wein                          |
| Airén              | 218                    | Wein, Weinbrand               |
| Chardonnay         | 211                    | Wein                          |
| Syrah              | 190                    | Wein                          |
| Grenache Noir      | 163                    | Wein                          |
| Red Globe          | 160                    | Tafeltraube                   |
| Sauvignon Blanc    | 121                    | Wein                          |
| Pinot noir         | 115                    | Wein                          |
| Trebbiano          | 111                    | Wein, Weinbrand               |